# 養老神社

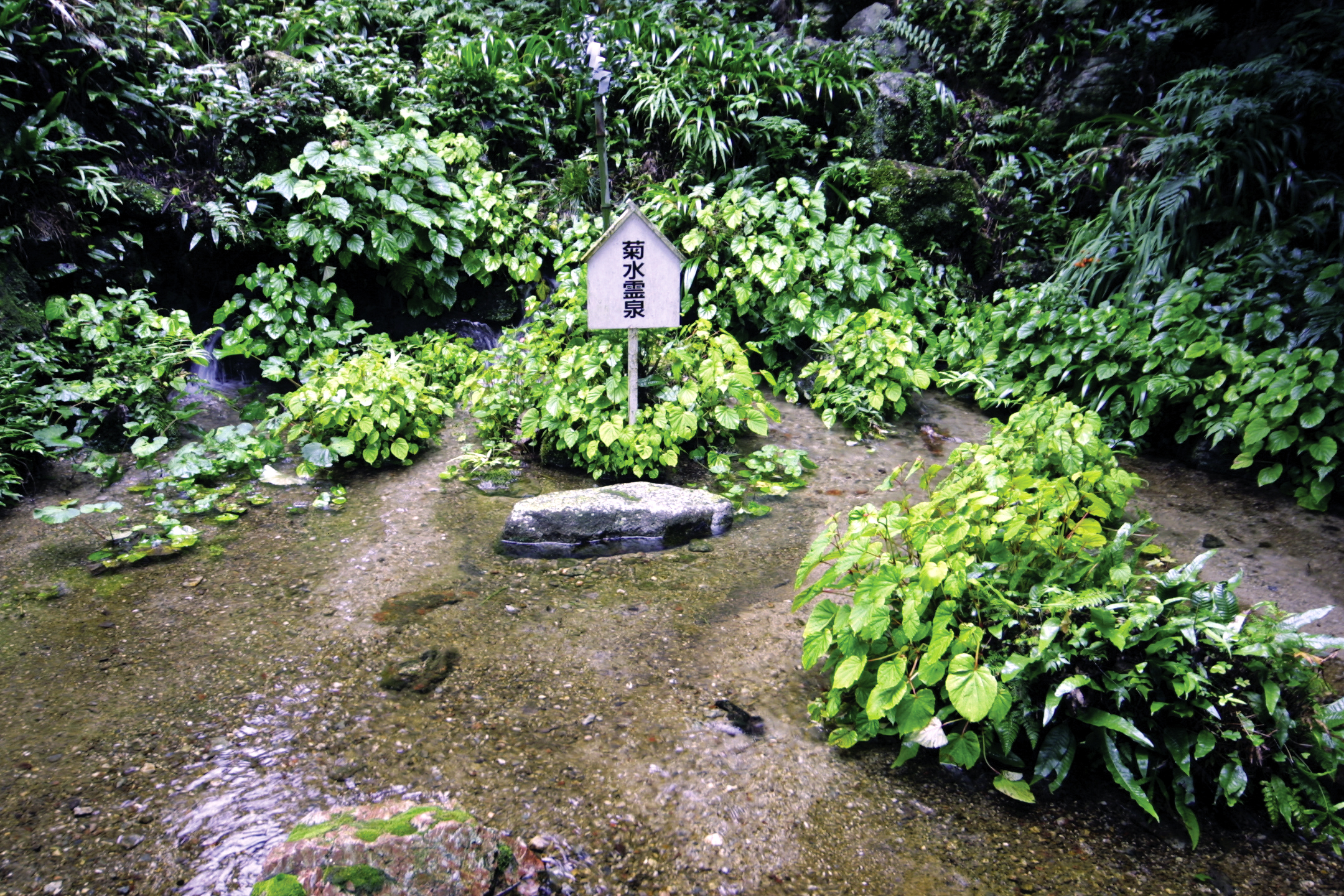
拝殿の脇には清水がわき出る菊水泉がある

養老神社（ようろうじんじゃ）は、岐阜県養老郡養老町にある神社である。
境内には菊水泉（名水百選）がある。

## 祭神
- 菊理媛神（くくりひめのかみ）
- 菅原道真
- 元正天皇
- 聖武天皇
- 天照大神

## 沿革
創建時期は不明。「養老孝子伝説」の源丞内ゆかりの神社といわれ、奈良時代養老年間以降と推測される。平安時代、美濃国神明帳には、“養老明神”と記載されている。
1504年（永正元年）、菅原道真を合祀し、“養老天神”に改称する。明治初期、近くの元正天皇・聖武天皇祭場を移転し、合祀する。この際、養老神社に改称する。

## 文化財
岐阜県指定重要文化財
- 養老神社経塚出土品（考古資料）[1]

養老町指定天然記念物
- スギの木[2]
- 菊水泉のベニマダラ藻[3]
- タラヨウ[4]

## 所在地
- 岐阜県養老郡養老町養老公園
  - 養老鉄道養老線 養老駅より約3km。

## その他
「養老孝子伝説」は、鎌倉時代の古今著聞集に記載されているものであり、親孝行の教訓として語り伝えられた話という。